# 和歌山南郵便局
和歌山南郵便局（わかやまみなみゆうびんきょく）は、和歌山県和歌山市にある郵便局。民営化前の分類では集配普通郵便局であった。

## 概要
住所：〒641-8799 和歌山県和歌山市和歌川町5-16

## 沿革
- 1970年（昭和45年）6月29日 - 和歌山南郵便局として、和歌山市関戸に開局。紀三井寺郵便局より集配業務を移管[1]。
- 2000年（平成12年）8月14日 - 外国通貨の両替および旅行小切手の売買に関する業務取扱を開始。
- 2007年（平成19年）10月1日 - 民営化に伴い、併設された郵便事業和歌山南支店に一部業務を移管。
- 2012年（平成24年）10月1日 - 日本郵便株式会社発足に伴い、郵便事業和歌山南支店を和歌山南郵便局に統合。

## 取扱内容
- 郵便、印紙、ゆうパック、内容証明
- 貯金、為替、振替、振込、国際送金、国債、投資信託
- 生命保険、バイク自賠責保険、自動車保険、変額年金保険
- ゆうちょ銀行ATM
- 「641-00xx」区域（和歌山市内の南地域）の集配業務
- ゆうゆう窓口

## 風景印
- 図案は紀三井寺山門と片男波。局名表示は「和歌山南」
- 使用開始日は1978年（昭和53年）9月1日

## 周辺
- 和歌山県立医科大学
- 和歌山南消防署
- 和歌浦中央病院
- 和歌川
- 和歌山市立明和中学校

## アクセス
- JR紀勢本線（きのくに線） 紀三井寺駅から徒歩約27分
- 南海和歌山市駅、JR和歌山駅から和歌山バスに乗車し、和歌浦中央病院前停留所もしくは和歌浦東停留所下車
- 阪和自動車道 和歌山南SICから西へ約5.1km、もしくは海南ICから北西へ約7.5km
- 駐車場あり：9台